# Rob O'Connor
Rob O'Connor je anglický grafik a fotograf. Fotografování se začal věnovat na střední škole. Později studoval grafický design na Brightonské univerzitě. Následně tři roky pracoval pro hudební vydavatelství Polydor Records, pro které vytvářel obaly hudebních alb. V roce 1981 založil designovou agenturu Stylorouge. Je autorem obalů nahrávek mnoha interpretů, včetně Johna Otwaye, Grace Jones, Johna Calea či skupiny Siouxsie and the Banshees.